# Weverse
Weverse（韓語：위버스）是由韓國HYBE旗下公司WEVERSE COMPANY開發營運的全球粉絲社平台，於2019年正式上線。透過評論、直播、影音媒體等資訊內容使藝人與粉絲之間有更多的交流互動，並提供付費的粉絲俱樂部會員專屬內容與數位會員增加更多功能。

## 發展歷史
2019年6月11日，全球粉絲社平台「Weverse」正式上線。
2021年1月27日，Big Hit娛樂 (現HYBE)將與NAVER合作，打造合併兩家公司的Weverse和V LIVE的使用者、資訊內容、服務等的新全球粉絲社群平台。
2022年7月18日，推出新版的Weverse，新增V LIVE的直播功能，並更新UX與UI，而現有的V LIVE可以繼續使用直到同年年底將與Weverse逐漸整合。
2023年4月24日，宣佈將開放新功能「Weverse DM」，讓使用者能與喜歡的藝人私訊聊天對話。
2024年8月1日，宣佈將於第4季度推出訂閱型會員服務，訂閱型會員作為一項獨立於現有粉絲俱樂部會員的服務，提供粉絲在更方便的環境下使用Weverse的增強功能和部分粉絲俱樂部使用服務；12月3日，訂閱型會員服務Digital Membership (數位會員)正式推出。

## 功能
- 評論、直播：使用者透過評論與直播與藝人互動
- 圖片、影音：使用者能免費取得藝人提供的媒體影音內容
- DM：可讓使用者與喜歡的藝人私訊聊天對話
- Weverse Shop：販賣藝人周邊商品、專輯、正式會員資格等商品
- Jelly：數位貨幣，在Weverse的數位商品專屬付款方式，可購買TVOD、DM、粉絲信等數位商品
- 粉絲俱樂部會員：使用者能透過付費成為會員，功能包括查看藝人提供的會員專屬內容、優先參與活動機會等
- 數位會員：每月透過付費成為會員，功能包括即時字幕、儲值紅利Jelly (數位貨幣)、觀看無廣告影片、離線存儲VOD等

## 平台應用
Weverse可在Google Play與App Store免費取得APP，也可在官方網站上使用。

## 使用的藝人
- HYBE旗下廠牌藝人。
- YG娛樂旗下藝人。[8]
- SM娛樂旗下藝人。[9]
- 韓國國內：CL、STAYC、FTISLAND、宣美、TRI.BE、BTOB等藝人。[10][11][12][13]
- 韓國海外：傑瑞米·查克、New Hope Club、格蕾西·亞伯拉罕、亞莉安娜等藝人。[14][15]

## 其他相關
- Weverse Magazine
- Weverse Concerts
- Weverse Albums
- Weverse Con Festival
- Jelly Shop

## 外部連結
Weverse
- Weverse官方網站
- Weverse的Instagram帳戶
- Weverse的X（前Twitter）
- YouTube上的Weverse頻道
- Weverse的Facebook專頁